# OF Ierapetra FC
El OF Ierapetra FC (en griego: Όμιλος Φιλάθλων Ιεράπετρας), conocido también como OFI, es un equipo de fútbol de Grecia que juega en el Campeonato de Lasithi, la cuarta división de fútbol en el país.

## Historia
Fue fundado en el año 1970 en la ciudad de Ierapetra de la región de Lasithi en la isla de Creta tras la fusión de los equipos locales Thyella y Diagoras, es el equipo de fútbol más viejo de la ciudad y en sus inicios participó en el desaparecido Campeonato Helénico Aficionado, competición en la que participaban los campeones regionales de categoría aficionada.
En 2006 juega por primera vez en la Gamma Ethniki tras ganar en la zona de Creta, pero descendió tras una temporada. En 2017 regresa a la Gamma Ethniki con un mejor resultado, ya que en la temporada 2018/19 gana el grupo E y logra el ascenso a la Beta Ethniki por primera vez.

## Palmarés
- Gamma Ethniki (1): 2018–19
- Delta Ethniki[3] (1): 2005–06
- Greek Football Amateur Cup (1): 2017–18
- Lasithi FCA Championship[3] (11): 1985–86, 1987–88, 1993–94, 1999–00, 2000–01, 2009–10, 2010–11, 2011–12, 2014–15, 2015–16, 2016–17
- Lasithi FCA Cup[3] (11): 1990–91, 1999–00, 2000–01, 2005–06, 2007–08, 2009–10, 2013–14, 2014–15, 2015–16, 2016–17, 2017–18

## Jugadores

### Plantilla 2019-20
Actualizado el 9 de abril del 2020